# Плятерув
Плятерув (пол. Platerów) — село в Польщі, у гміні Плятерув Лосицького повіту Мазовецького воєводства.
Населення — 814 осіб (2011).
У 1975-1998 роках село належало до Білопідляського воєводства.

## Демографія
Демографічна структура станом на 31 березня 2011 року:
|          | Загалом | Допрацездатний вік | Працездатний вік | Постпрацездатний вік |
| -------- | ------- | ------------------ | ---------------- | -------------------- |
| Чоловіки | 419     | 78                 | 294              | 47                   |
| Жінки    | 395     | 69                 | 232              | 94                   |
| Разом    | 814     | 147                | 526              | 141                  |